# Катастрофа Ил-14 под Сталинградом (1958)
Катастрофа Ил-14 под Сталинградом — авиационная катастрофа пассажирского самолёта Ил-14М компании Аэрофлот, произошедшая в воскресенье 7 декабря 1958 года близ Сталинграда, в результате которой погиб 1 человек.

## Самолёт
Ил-14М с заводским номером 7342907 и серийным 29-07 бы выпущен Ташкентским авиационным заводом 21 июня 1957 года, после чего продан Главному управлению гражданского воздушного флота. Авиалайнер получил бортовой номер СССР-Л2096 и был направлен в 231-й (Сталинградский) объединённый авиаотряд Северо-Кавказского территориального управления гражданского воздушного флота. Всего на момент катастрофы самолёт имел наработку 2336 лётных часов.

## Экипаж
Экипаж из 231-го лётного отряда состоял из 5 человек:
- Командир (КВС) — Коротков Сергей Петрович
- Второй пилот — Кулешов Иван Ефремович
- Штурман — Оданович Виталий Людвигович
- Бортмеханик — Глухов Иван Дмитриевич
- Бортрадист — Панфилов Константин Григорьевич

## Катастрофа
Самолёт выполнял пассажирский рейс 213 из Воронежа в Сталинград и в 20:50 с 5 членами экипажа и 19 пассажирами на борту вылетел из Воронежского аэропорта. Согласно полученному экипажем прогнозу погоды, в районе аэропорта Гумрак (Сталинград) ожидалась сплошная слоисто-дождевая и разорвано-дождевая облачность с нижней границей 100—200 метров, снегопад и видимость около 1—2 километров. Когда в 22:24 Ил-14 на высоте 600 метров прошёл ДПРМ, то в это время уже стояла сплошная облачность высотой 60 метров, слабый снег и дымка. При этом метеорологический минимум № 1 аэропорта составлял 100 на 1000 метров, а при заходе по системе посадки ОСП — 50 на 500 метров. В свою очередь командир Коротков не имел подготовки для выполнения захода на посадку по курсоглиссадным маякам в сложных погодных условиях при метеорологическом минимуме. Таким образом, фактические погодные условия в аэропорту были ниже личного метеоминимума командира экипажа, при этом на борту находился ещё достаточный запас топлива для достижения запасного аэродрома. Однако руководитель полётов после получения доклада о пролёте ДПРМ разрешил выполнять заход на пробивание облачности по системам посадки ОСП и СП-50.
При выполнении захода на посадку экипаж доложил о пролёте ДПРМ на высоте 200 метров и готовности к посадке. В процессе снижения к БПРМ экипаж пытался увидеть огни приближения и подхода, но при этом допустил, что самолёт уклонился вправо. Когда же на самолёте заметили посадочные огни взлётно-посадочной полосы, авиалайнер находился правее полосы и уже со значительным перелётом от начального торца. Тогда командир принял решение прервать заход и уходить на второй круг, о чём запросил руководителя полётов, при этом не назвав причину, а также фактическую погоду. Руководитель полётов в свою очередь не стал выяснять у экипажа причину такого решения, вместо этого дав команду уходить на второй круг. Руководитель полётов предложил рейсу 213 уходить на запасной аэродром в Воронеж или Ростов, однако с самолёта запросили повторный заход. Погода продолжала ухудшаться, но руководитель полётов всё же разрешил повторный заход.
Когда самолёт выполнял второй заход, то чтобы его не сносило влево боковым ветром, заход выполнялся с углом предупреждения сноса. Однако угол был больше необходимого, да ещё и увеличился после прохождения ДПРМ, при том, что у земли ветра не было. В 22:40 АМСГ дала штормовое предупреждение, так как стоял туман, а видимость упала до 500 метров, однако экипаж заход не прервал. Есть вероятность, что командир перестал следить за приборами, так как пытался разглядеть посадочные огни, при этом продолжая снижение. Второй пилот в свою очередь командиру не помогал. Но экипаж не мог увидеть огни, так как авиалайнер после прохождения ДПРМ значительно отклонился вправо и прошёл траверс БПРМ на удалении 450 метров, при этом оказавшись на опасно малой высоте. До земли оставалось 30 метров, когда бортмеханик сказал, что надо уходить на второй круг. Но затем летящий с правым креном Ил-14 зацепил правой плоскостью верхушки деревьев лесополосы. Командир попытался спасти ситуацию увеличением режима работы двигателей, однако самолёт, цепляя плоскостью деревья, уже потерял скорость и в 22:42 врезался в землю. При ударе разрушилась носовая часть фюзеляжа, в результате чего погиб бортмеханик Глухов. Остальные члены экипажа получили ранения, пассажиры не пострадали.

## Причины
Согласно заключению комиссии, причинами катастрофы стали преступно-халатное отношение к своей работе руководителя полётов и безответственное поведение командира экипажа, в результате которых первый принимал самолёт, а второй дважды выполнял заход на посадку, хотя оба знали, что погодные условия были ниже личного метеоминимума командира экипажа.